# 假扮园丁的姑娘
《假扮园丁的姑娘》（義大利語：La finta giardiniera），也译作《假女园丁》，作品K.196，是一部由沃尔夫冈·阿马德乌斯·莫扎特创作的意大利语歌剧。这部作品于1775年1月，即莫扎特18岁时在慕尼黑完成。同年1月13日，歌剧在慕尼黑的救主广场歌剧院首演。这部作品的剧本作者存疑：后世普遍认为其作者为卡尔扎比吉，但现在也有学者指出剧本应出自彼得罗塞利尼之手，不过剧本并不与彼得罗塞利尼的风格相符。作曲家帕斯夸莱·安福西亦有一部同名歌剧，创作于1774年。
1780年，莫扎特修改原作中的部分片段，将歌剧改编为德语歌唱剧（德語：Die Gärtnerin aus Liebe，或Die verstellte Gärtnerin，直译“爱的园丁”“假扮的园丁”）。20世纪70年代，一份完整的意语版乐谱重见天日。在此之前，德语歌唱剧版的乐谱是该作品唯一完整的乐谱。

## 角色
| 角色                                                                                                | 类型   | 首演演员名单，1775年1月13日 (指挥：约翰·尼波默克·克罗纳) |
| --------------------------------------------------------------------------------------------------- | ------ | -------------------------------------------------------- |
| 唐·安基塞（Don Anchise），拉格奈罗市执政官（Podestà，即市长）， 倾心于桑德里娜                      | 男高音 | 奥古斯丁·苏托尔                                          |
| 伯爵夫人薇奥兰特·奥内斯蒂（Marchioness Violante Onesti），即桑德里娜（Sandrina）， 在剧中假扮成园丁 | 女高音 | 罗莎·曼塞尔维西                                          |
| 阿尔明达（Arminda），唐·安基塞的侄女， 已经与贝尔菲奥雷订婚，之前同拉米罗相好                       | 女高音 | 西妮奥拉·苏托尔                                          |
| 伯爵孔蒂诺·贝尔菲奥雷（Contino Belfiore）， 与阿尔明达订婚                                          | 男高音 | 乔瓦尼·瓦莱西                                            |
| 卡瓦利尔·拉米罗（Cavalier Ramiro）, 被阿尔明达拒绝的求婚者                                          | 阉伶   | 托马索·孔索利                                            |
| 瑟佩塔（Serpetta）， 市长的女仆，爱上了市长                                                         | 女高音 | 泰雷西娜·曼塞尔维西                                      |
| 罗伯托（Roberto），即纳尔多（Nardo）， 侯爵夫人的男仆，假扮成园丁                                   | 男低音 | 乔瓦尼·罗西                                              |

## 剧情
时间：18世纪
地点：拉格奈罗执政官当地的住宅，近米兰

### 概要
剧中主人公为贝尔菲奥雷伯爵及其夫人薇奥兰特·奥内斯蒂。在贝尔菲奥雷一怒之下刺伤薇奥兰特之前，二者是恋人。薇奥兰特受伤后同她的仆人罗伯托乔装园丁，化名“桑德里娜”“纳尔多”混入拉格奈罗市长的官邸工作。薇奥兰特发现，贝尔菲奥雷已同市长侄女阿尔明达订婚，但另一边贝尔菲奥雷却向自己献殷勤。阿尔明达十分嫉妒，密谋诱拐绑架薇奥兰特。当薇奥兰特被解救后，她与贝尔菲奥雷都失去理智。二人冷静之后，薇奥兰特与贝尔菲奥雷伯爵断钗重合。最终，阿尔明达回到之前被她拒绝的求婚者拉米罗身边，罗伯托也找到了自己的真爱——市长的女仆瑟佩塔。

### 第一幕
布景：带着宽大楼梯的花园，楼梯通向市长官邸
市长唐·安基塞、拉米罗及瑟佩塔走下楼梯，一旁的桑德里娜与纳尔多正在花园里劳作。众人一起赞颂幸福可爱的日子，合唱《多么快乐的日子》（Che lieto giorno）。然而，这样的快乐只是假象。桑德里娜对市长唐·安基塞爱上自己而苦恼。纳尔多也因瑟佩塔而沮丧，这是因为瑟佩塔常戏弄纳尔多，却对纳尔多的示爱无动于衷。拉米罗被阿尔明达甩到一边后甚是苦楚。同时，市长向桑德里娜献殷勤，瑟佩塔对此很生气。市长想要安慰拉米罗，但拉米罗一心只想着阿尔明达（咏叹调《如果小鸟飞走了》，Se l'augellin sen fugge）。随即其他人散去，只剩下市长唐·安基塞和桑德里娜。市长向桑德里娜表达了自己的爱意（咏叹调《我心中所听到的》，Dentro il mio petto）。桑德里娜尽可能礼貌地谢绝市长的好意，此时瑟佩塔不合时宜地打断二人，桑德里娜得以趁机逃脱。
阿尔明达的未婚夫贝尔菲奥雷伯爵回来了，他被自己心爱之人的美貌所折服（咏叹调《多么美丽，多么有魅力》，Che beltà, che leggiadria）。阿尔明达随即暗示伯爵不要寻花问柳（咏叹调《即使马上订婚》，Si promette facilmente），伯爵没有因此却步。之后，伯爵转向市长吹嘘自己的事迹和血统，讲述自己的血脉可以追溯到罗马的西庇阿、加图及奥勒留皇帝（咏叹调《从东南风到北风》，Da Scirocco a Tramontana）。市长对此抱着敬畏而又怀疑的态度，但娶了他的侄女阿尔明达，何须追问这个滑稽之人到底是谁。
在花园里，阿尔明达看到桑德里娜，随口说出她要嫁给贝尔菲奥雷伯爵。桑德里娜听到后昏了过去。当伯爵赶到时，阿尔明达将桑德里娜托付给他照看，随后冲去取嗅盐。伯爵认出园丁桑德里娜不是他人，正是自己失踪的情人薇奥兰特，大为震惊（终曲《努米！这是何等的魔力？》，Numi! Che incanto è questo）。阿尔明达回来后撞见拉米罗不知所措。桑德里娜醒后，发现正与伯爵四目相对。市长也走进花园，向众人寻求一个说法，但无人开口。桑德里娜犹豫再三后决定不透露自己的真实身份，而阿尔明达怀疑自己被蒙在鼓里。市长将事情归咎于瑟佩塔，后者又将责任推卸给桑德里娜，拉米罗再次坐实阿尔明达仍未能喜欢上自己。

### 第二幕
市长官邸内的大厅
拉米罗斥责阿尔明达的反复无常，阿尔明达无心细听。伯爵阴郁地走进大厅，喃喃自语道自从认出桑德里娜后心情从未平静。阿尔明达无意间听到了这些话，同伯爵对峙后离开（咏叹调《我希望惩罚你这无耻之徒》，Vorrei punirti indegno）。桑德里娜再次邂逅伯爵，当她质问为什么要刺伤并抛弃她时，差点暴露自己是薇奥兰特。伯爵十分惊讶，深信她就是旧爱薇奥兰特。桑德里娜改口，自己并不是薇奥兰特，辩称刚才的话是薇奥兰特死前之遗言。尽管如此，伯爵还是被眼前之人同旧爱薇奥兰特相像的面容迷住了，他唱起一支小夜曲（咏叹调《可爱的漂亮眼睛》，Care pupille），想牵起桑德里娜的手。这时市长突然出现，伸出双手，伯爵径直握住市长的手抚摸，发觉真相后十分尴尬，逃之夭夭。
趁着二人独处的机会，市长再次向桑德里娜求爱。拉米罗跑进来，带来伯爵因谋杀薇奥兰特·奥内斯蒂侯爵夫人而被通缉的消息。市长唐·安基塞传唤伯爵听候审讯，伯爵无法，只得自首。桑德里娜揭示自己就是薇奥兰特，审讯在一片困惑中终止。伯爵走近桑德里娜，桑德里娜却并未与他相认。她说，谎称自己是薇奥兰特是为了救伯爵一命，接着便走了。瑟佩塔随即到来，与市长、纳尔多及拉米罗假称桑德里娜逃走了，其实桑德里娜已被瑟佩塔与阿尔明达联手绑架。市长立即派人寻找。
人迹罕至的山中
被绑架后遗弃在山区的桑德里娜惊恐不已（咏叹调《残酷的人啊，等等我！》，Crudeli, fermate!）。伯爵与纳尔多、阿尔明达、瑟佩塔与市长搜寻至此地（终曲《在这阴暗之中》，Fra quest'ombra）。一片漆黑里，伯爵握住瑟佩塔的手，而市长则拉着阿敏达的手，他们都以为找到了桑德里娜。纳尔多试着循声搜寻桑德里娜，拉米罗也带着火把，同仆人赶来寻找。在产生隔阂的伯爵与桑德里娜再次相遇后，二人失去了理智。他们将对方视为希腊众神中的美杜莎和赫拉克勒斯，而一旁惊讶的众人好似森林中的“仙女”。二人忘乎所以，开始起舞。

### 第三幕
院内
桑德里娜和伯爵坚信他们是古希腊的神，一直追赶纳尔多，纳尔多就指向天空转移注意力（咏叹调《追求高远》，Mirate che contrasto）。二人望着天空入迷，纳尔多得以趁机逃脱。随后，桑德里娜和伯爵也离开了，阿尔明达与拉米罗步入院内，紧随其后的是烦躁不安的市长。阿尔明达乞求他的叔叔（即市长）准许她同伯爵完婚，拉米罗却恳求市长命令阿尔明达嫁给自己。市长难以抉择，告诉他们自己决定，只要能离自己越远越好（咏叹调《大人，我想说》，Mio Padrone, io dir volevo）。阿尔明达再次鄙视拉米罗，随后离开了。拉米罗独自一人愤怒地发誓，他永远不会再爱别人，将在痛苦中死去，远离阿尔明达（咏叹调《就让别的男人拥抱你吧》，Va pure ad altri in braccio）。
花园里
伯爵与桑德里娜从妄想后的昏沉中醒来（二重唱《我在哪儿？》，Dove mai son?）。伯爵做出最后一次上诉，桑德里娜承认她就是薇奥兰特但已经不再爱着伯爵了。伯爵沉浸在痛苦中，同意离开她。但是在即将分别之际，二人还是转头走向对方的怀抱（二重唱《你要离开我吗？》，Tu mi lasci?）。阿尔明达接受了拉米罗，瑟佩塔也对纳尔多妥协。形单影只的市长平静地接受了自己的命运。他说也许能找到再找一个桑德里娜（终曲《园丁姑娘万岁》，Viva pur la giardiniera）。

## 安福西同名作品
1774年，帕斯夸莱·安福西创作了同名歌剧。

## 咏叹调
歌剧中的咏叹调有：

| 第一幕 - 02 《如果小鸟飞走了》，Se l'augellin sen fugge－拉米罗 - 03 《我心中所听到的》，Dentro il mio petto－市长唐·安基塞 - 04 《我们这些可怜的女人》，Noi donne poverine－伯爵夫人薇奥兰特·奥内斯蒂（桑德里娜） - 05 《铁锤的力量》，A forza di martelli－罗伯托（纳尔多） - 06 《多么美丽，多么有魅力》，Che beltà, che leggiadria－伯爵贝尔菲奥雷 - 07 《即使马上订婚》，Se promette facilmente"－阿尔明达 - 08 《从东南风到北风》，Da sirocco a tramontana"－伯爵贝尔菲奥雷 - 9a 《神呵，我心目中丈夫模样是》，Un marito, o dio, vorrei－瑟佩塔 - 9b 《神呵，我就是她心目中的丈夫》，Un marito, o dio, vorresti－罗伯托（纳尔多） - 10 《男人只要看到我》，Appena mi vedon－瑟佩塔 - 11 《雄鸡在悲啼》，Geme la tortorella－伯爵夫人薇奥兰特·奥内斯蒂（桑德里娜） | 第二幕 - 13 《我希望惩罚你这无耻之徒》，Vorrei punirti indegno－阿尔明达 - 14 《以意大利式的爱抚》，Con un vezzo all'Italiana－罗伯托（纳尔多） - 15 《可爱的漂亮眼睛》，Care pupille－伯爵贝尔菲奥雷 - 16 《我心中听到一个声音》，Una voce sento al core－伯爵夫人薇奥兰特·奥内斯蒂（桑德里娜） - 17 《我可爱的侄女》，Una damina, una nipote－市长唐·安基塞 - 18 《爱是温柔的旅伴》，Dolce d'amor compagna－拉米罗 - 19 《啊，请你别走……我已变得冷酷》，Ah non partir...Già divento freddo－伯爵贝尔菲奥雷 - 20 《想在人世享乐的人》，Chi vuol godere il mondo－瑟佩塔 - 21 《残酷的人啊，等等我！》，Crudeli, fermate－伯爵夫人薇奥兰特·奥内斯蒂（桑德里娜） - 22 《啊，眼泪》，Ah dal pianto－伯爵夫人薇奥兰特·奥内斯蒂（桑德里娜） 第三幕 - 00 《追求高远》，Mirate che constrasto－罗伯托（纳尔多） - 25 《大人，我想说》，Mio padrone, io dir volevo－市长唐·安基塞 - 26 《就让别的男人抱你吧》，Va pure ad altri in braccio－拉米罗 |